# Cape Londonderry
Przylądek Londonderry – przylądek położony na północnym krańcu Australii Zachodniej. Najbliższą miejscowością jest położone na południowy zachód Kalumburu.